# Neuracanthus capitatus
Neuracanthus capitatus är en akantusväxtart som beskrevs av Isaac Bayley Balfour. Neuracanthus capitatus ingår i släktet Neuracanthus och familjen akantusväxter. Inga underarter finns listade i Catalogue of Life.